# حديقة تريبتور
حديقة تريبتور حديقة في برلين، أُنشئت في النصف الثاني من القرن التاسع عشر، تقع مباشرة على نهر شبريه في منطقة تريبتو القديمة (Alt-Treptow)، تتبع لحي تريبتو - كوبينيك في برلين.

## النشأة
- تم إنشاء الحديقة التي تبلغ مساحتها 88.2 هكتارًا في 1876-1888 وفقًا لخطط مدير حديقة البلدية غوستاف ماير. حيث كان في الطليعة المؤسسين Johann Peter Paul Bouché «زراعة الأشجار بالقرب من تريبتو».إنها واحدة من أربع حدائق في برلين تم الحفاظ عليها من القرن التاسع عشر. الحدائق الثلاث الباقية هي فولكس بارك فريدريش هاين من عام 1846، فولكس بارك هومبولت هاين من عام 1869 وفيكتوريا بارك من عام 1894.تم إنشاؤها كلها لتوفير أماكن ترفيهية كافية لسكان مدينة برلين الأخذ بالتزايد. يعتبر منتزه Treptower خاصًا حيث نشأ عند إزالة غابات كولينشاهايدي Köllnischen Heide- حين دمرت منطقة الاستجمام المحلية، بقي منها فقط شليسيلي بوش Schlesische Busch و Alte Treptower Park بمساحة تقدر بحوالي 40 فدانا (هكتار).
- قدم ماير المسودة الأولى في عام 1864، والتي رحبت بها إدارة المدينة، ولكن لم يتحقق ذلك لفترة طويلة. إما أن الأموال كانت مفقودة أو تم صرف النقود في المجالات ذات الأولوية.كان ماير قادرًا فقط على بدء أعمال البناء التحضيرية في عام 1875: حيث نص على أن يبدأ العمل في جميع النقاط الخارجية للموقع في نفس الوقت.وبقيامه بذلك، منع إدارة المدينة من تنفيذ مزيد من التدابير التقشفية المخططة ومنع تنفيذ خططه في شكلها الأصلي. كانت تكاليف بناء الحديقة 1.2 مليون مارك (تعادل حسب القوة الشرائية بعملة اليوم: حوالي 8.7 مليون يورو).كمتنزه عام، كان ابتكارًا لذلك الوقت وكان مفتوحًا لجميع المواطنين ولديه ملعب كبير للرياضة واللعب في الوسط على شكل ميدان سباق الخيل، بطول 250 مترًا وعرضه 100 متر.أنشأ ماير بركة اصطناعية بالقرب من الملعب، وهي بركة الكارب.وقد استخدمت في تربية والإستزراع السمكي في بداية القرن العشرين. كمحور مركزي يخدم "Pushkinallee"، الشارع الذي لا يزال يعطي انطباعًا عن الوقت بأشجاره الكبيرة الضخمة. مايير لم يرى انتهاء المشروع. توفي عام 1877. لذلك خلفه في العمل هيرمان ميشتش Hermann Mächtig الذي أنجز المشروع عام 1888. استطاع سكان برلين البدء باستخدام الحديقة في عام 1882. على شرف غوستاف ماير، تم إنشاء تمثال نصفي من قبل النحات ألبرت أوغست مانثي "Albert August Manthe"، الذي كان في الجزء الغربي بين بوشكيناللي Puschkinallee ومتنزه آم تريبتورAm Treptower Park في عام 1890.

## الإستخدامات والتوسع

### 1896-1949
من الأول 15 مايو أقيم معرض برلين التجاري في حديقة تريبتور في أكتوبر عام 1896.
في نهاية القرن 19 كان هناك قاعة بشكل قبة (كولومباربوم) في الحديقة بجانب مرصد مراقبة النجوم، الذي كان ينتمي إلى المقبرة. تم تخطيط المبنى ذو الطابقين والذي تم بناءه على شكل قبة بتخطيط من المهندس المعماري كارل تزتشيه Carl Zetzsche. تم تدميره في الحرب العالمية الثانية.

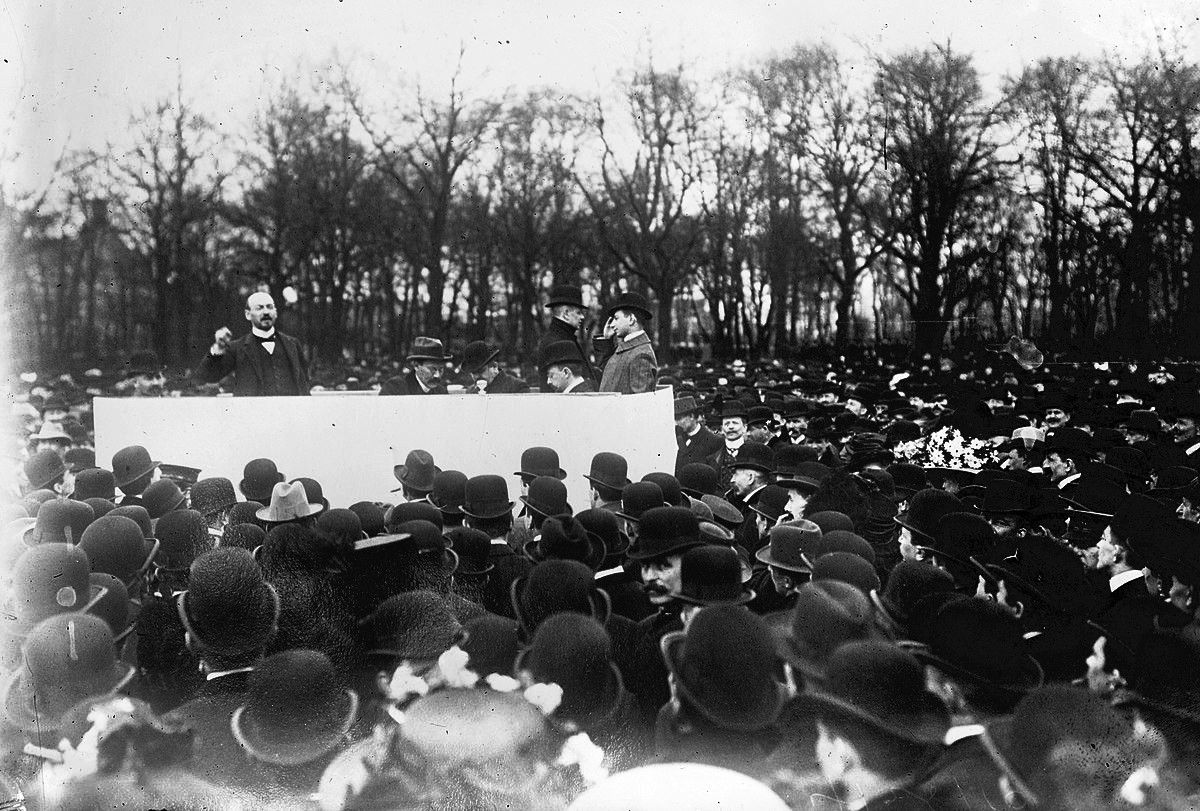
مظاهرة في حديقة تريبتور (بعد عام 1899)

مرارا وتكرارا كانت الحديقة مسرحا لمظاهرات كبيرة. في نهاية الإمبراطورية القيصرية، عقدت مسيرات ضد الحق البروسي في اقتراع ثلاثي المراحل من أجل السلام. في بعض الحالات تجمع أكثر من 100000 شخص.

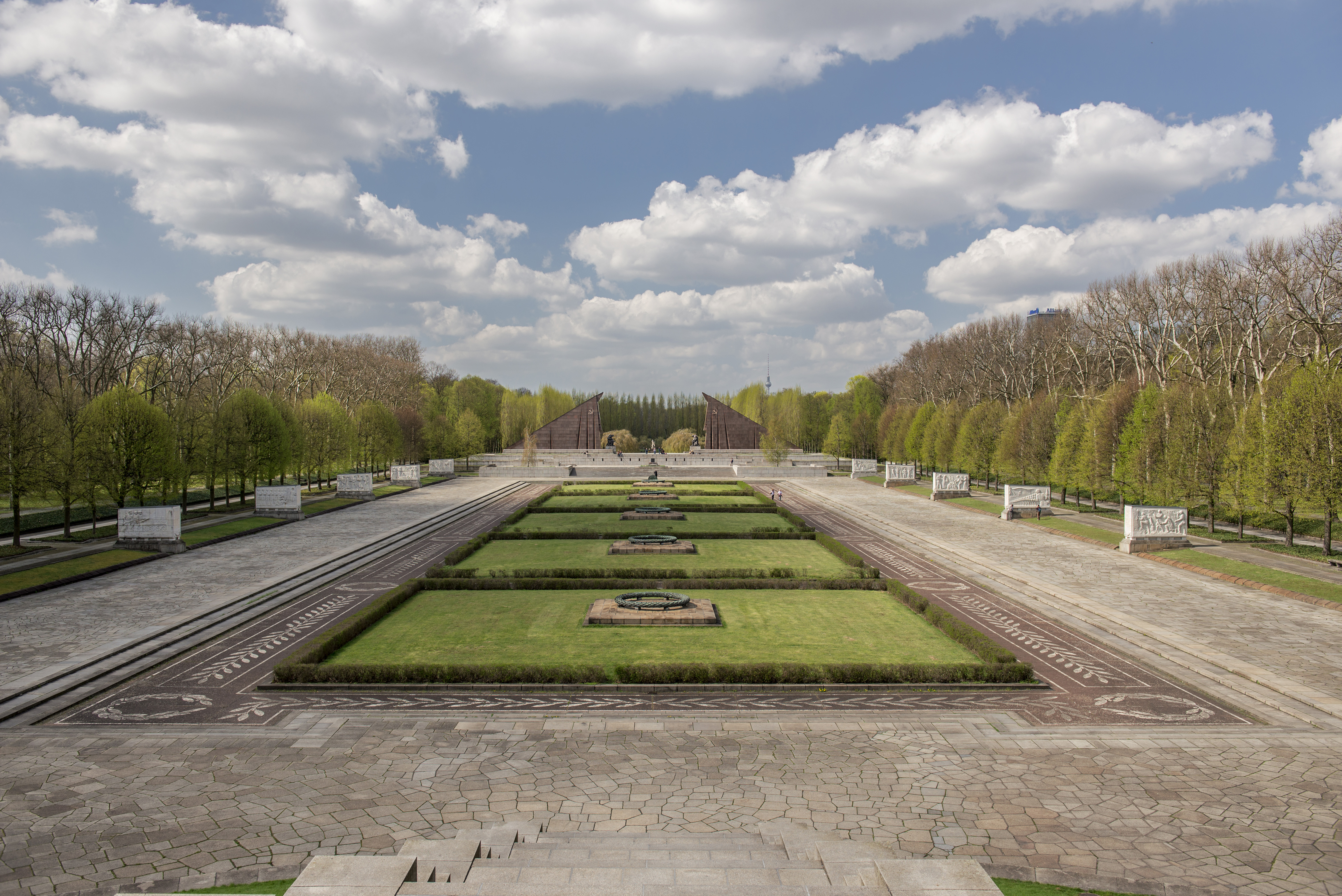
نصب تذكاري للحرب السوفيتية في حديقة تريبتور

تم بناء النصب التذكاري للحرب السوفيتية بعد الحرب العالمية الثانية في المنطقة الوسطى من الملعب والملعب الرياضي السابق بناءً على تعليمات الإدارة العسكرية السوفيتية من 1946 إلى 1949، وتبلغ مساحتها حوالي 100000   متر مربع النصب التذكاري هو مقبرة تذكارية ومقبرة عسكرية للحرب السوفيتية ويقف على ما يقرب من 80,000 جندي من الجيش الأحمر الذين لقوا حتفهم في معركة برلين في المراحل الأخيرة من الحرب العالمية الثانية.

### 1950-1989
من عام 1957 إلى عام 1958، تم إنشاء حديقة زهور صيفية قام بتصميمها المهندس المعماري للمناظر الطبيعية Georg Pniower ، تم لاحقا إنشاء حديقة ورود وقد ضمت 25.000 وردة بمناسبة الذكرى العشرين لتأسيس DDR.  والمنحوتات (مثل Achim Kühns مهرجان الورود، 1973) ونافورة مياه. في الأعوام 1971 و 1973 و 1975، نظمت جمعية الفنانين التشكيليين في جمهورية ألمانيا الديمقراطية معرض الفن في الهواء الطلق وقد ضمت المنحوتات والزهور في هذه الحديقة، حيث تم منح العديد من المنحوتات مكانًا دائمًا.

### منذ عام 1990

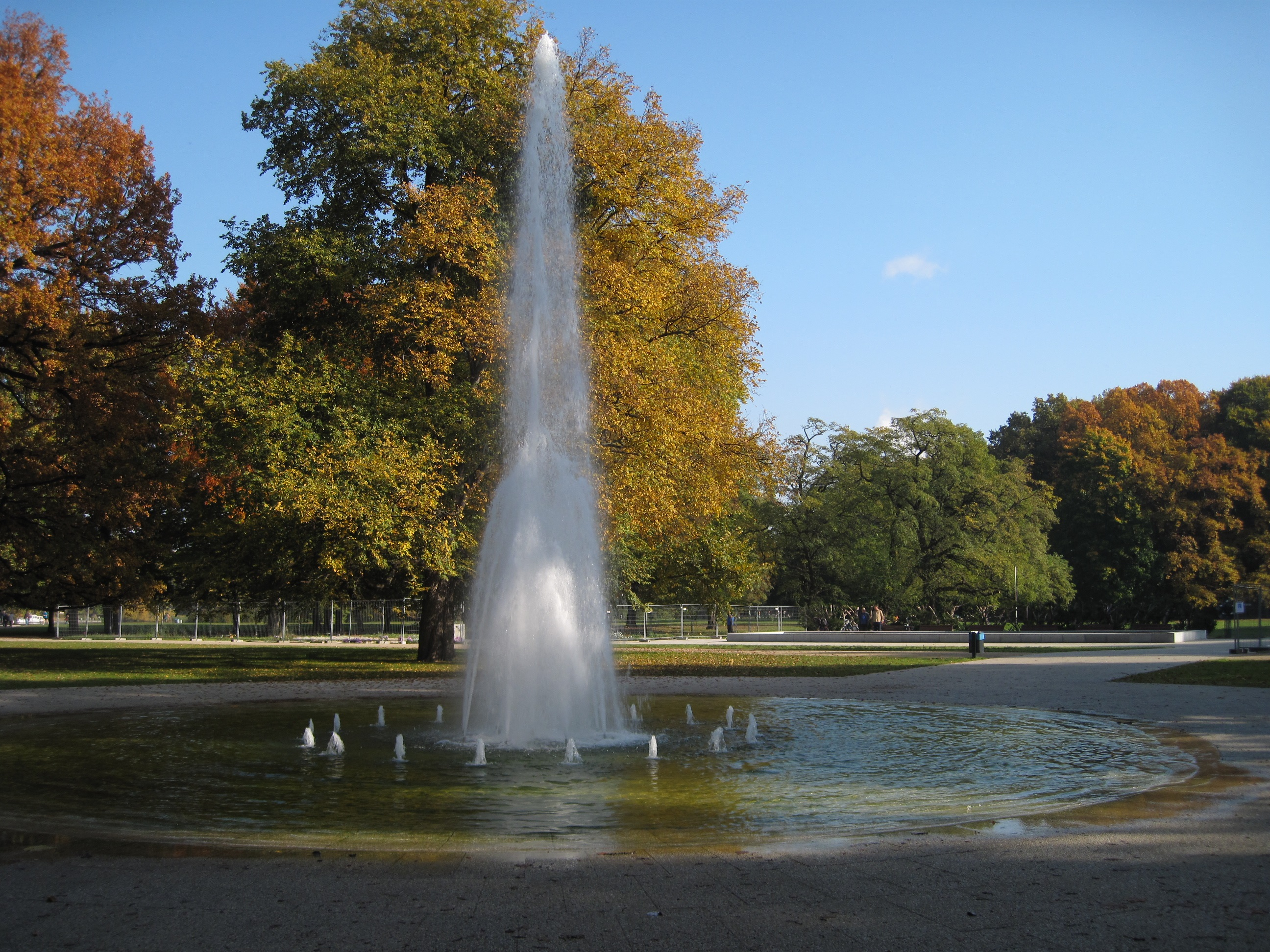
نافورة

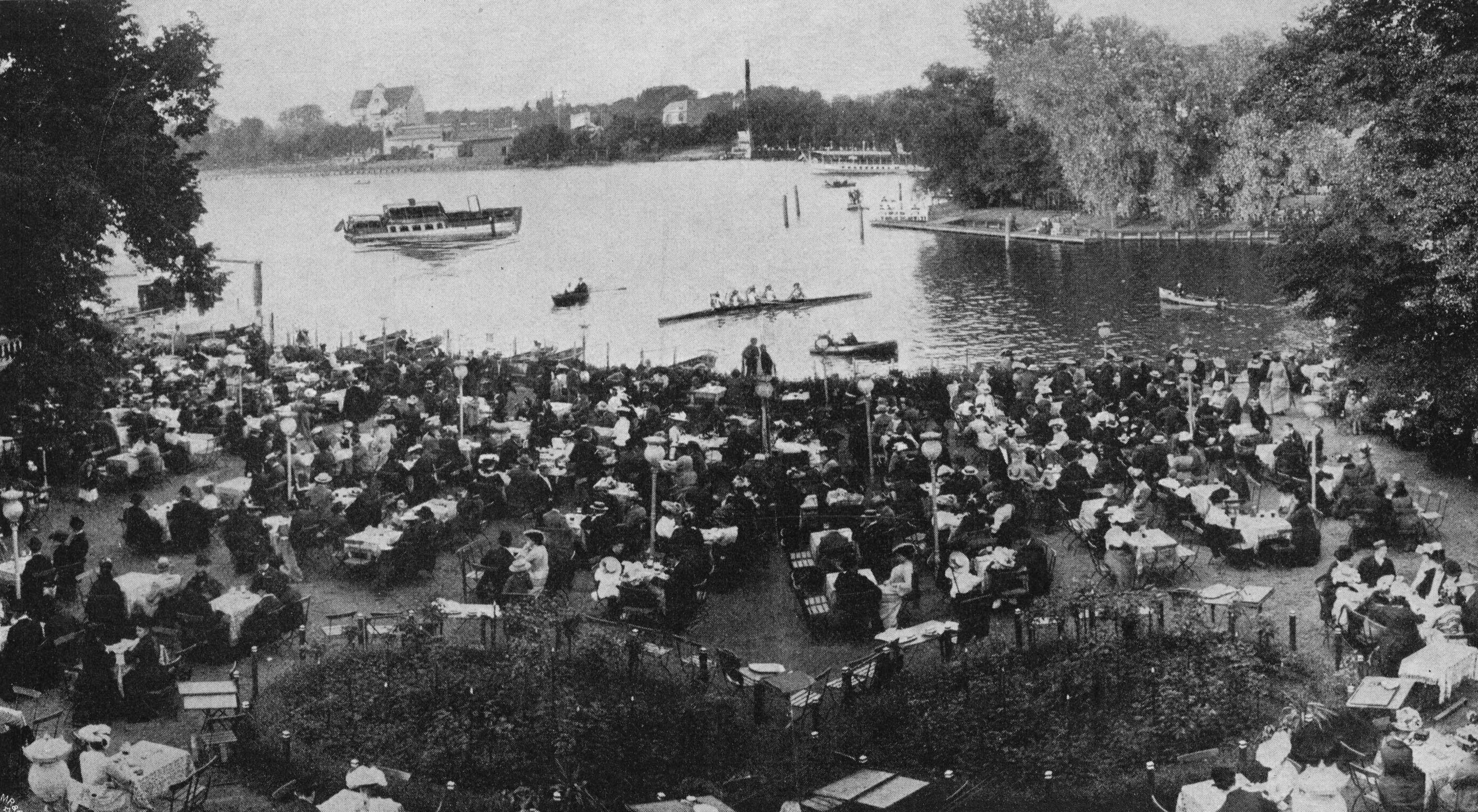
مطعم حديقة Zenner ، حوالي عام 1900

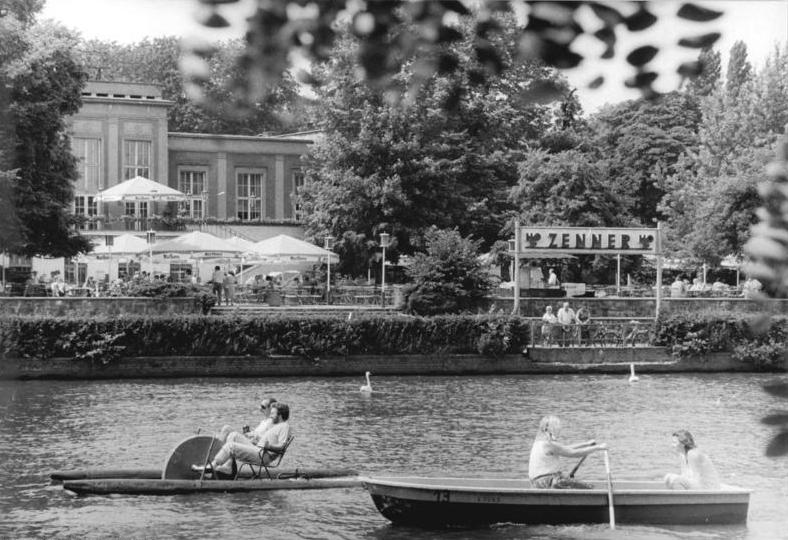
HO مطعم Zenner ، منظر من الماء ، 1990

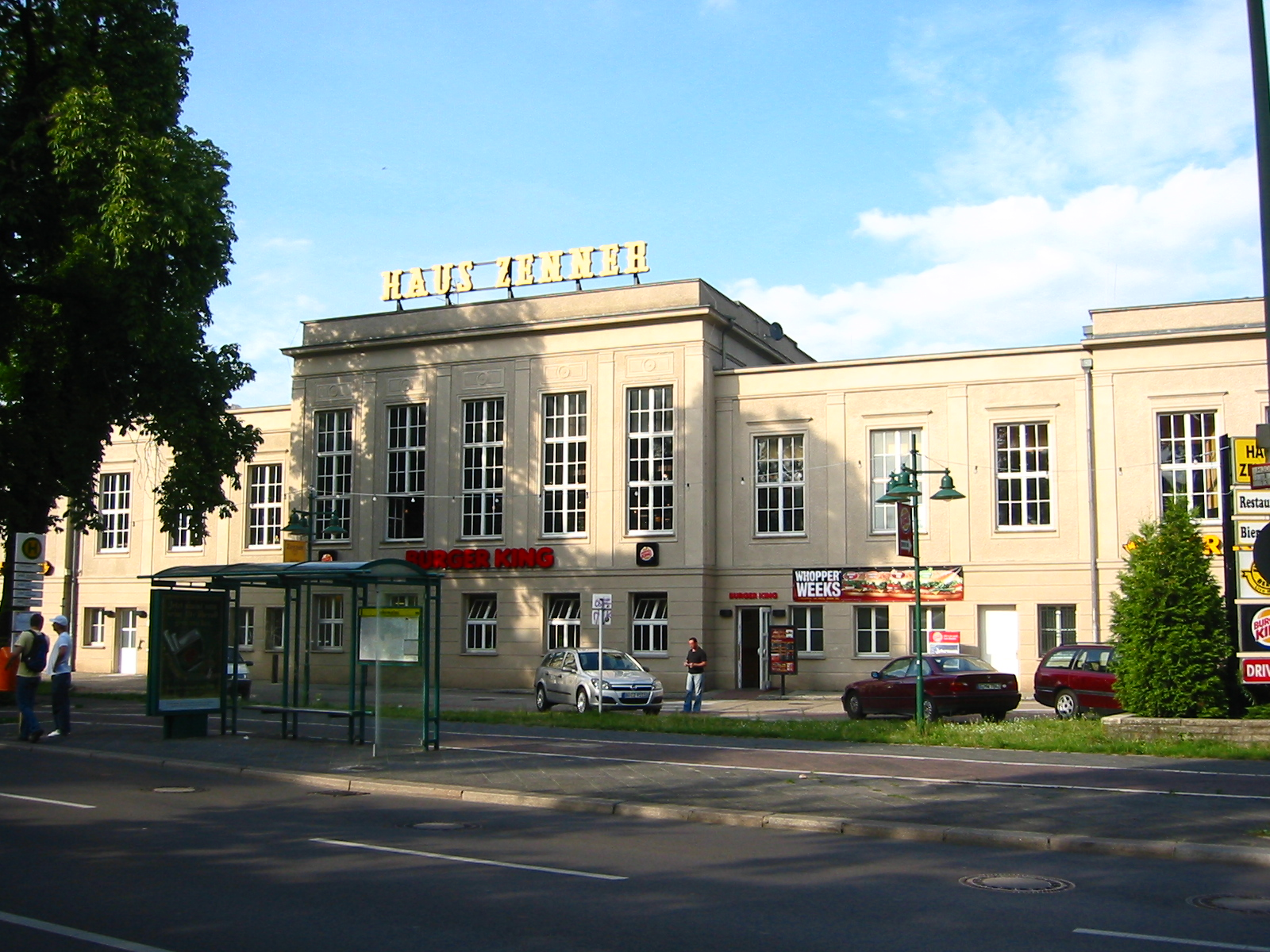
زينر ، 2013

أواخر  القرن 20 تم صيانة الحديقة على نطاق واسع وشامل وفي أجزاء منها أعيد بناؤها تاريخيا؛ بركة الكارب أعيد بناؤها. 

## روابط الويب
- المناطق الخضراء في Treptow-Köpenick: حديقة Treptower . Berlin.de
- موقع مبادرة تريبتور بارك للمواطنين
- كارستن شميت: حفلة صمت . مقالة مفصلة عن تاريخ الحديقة. الوصول إليها في 2 أبريل 2012